# Cốc vũ
Cốc vũ (tiếng Hán: 谷雨; bính âm: ‘‘gǔyǔ’’) là một trong 24 tiết khí của các lịch Trung Quốc, Việt Nam, Nhật Bản, Triều Tiên. Nó thường bắt đầu vào khoảng ngày 19 hay 20 tháng 4 dương lịch, khi Mặt Trời ở xích kinh 30° (kinh độ Mặt Trời bằng 30°). Đây là một khái niệm trong công tác lập lịch của các nước Đông Á chịu ảnh hưởng của nền văn hóa Trung Quốc cổ đại. Ý nghĩa của tiết khí này, đối với vùng Trung Hoa cổ đại, là Mưa rào.
Theo quy ước, tiết cốc vũ là khoảng thời gian bắt đầu từ khoảng ngày 19 hay 20 tháng 4 khi kết thúc tiết thanh minh và kết thúc vào khoảng ngày 5 hay 6 tháng 5 trong lịch Gregory theo các múi giờ Đông Á khi tiết lập hạ bắt đầu.
Lịch Trung Quốc, cũng như lịch ở các nước Đông Á cổ đại bao gồm Việt Nam, bị nhiều người lầm là âm lịch thuần túy, dẫn đến ngộ nhận về việc tiết khí nói chung và cốc vũ nói riêng được tính theo chu kỳ của Mặt Trăng quay xung quanh Trái Đất. Trên thực tế lịch Trung Quốc cổ đại là một loại âm dương lịch, trong đó tiết khí, từ thời Hán Vũ Đế, đã được tính theo vị trí của Trái Đất trong chu kỳ chuyển động trên quỹ đạo xung quanh Mặt Trời. Theo cách tính hiện đại, với điểm xuân phân là gốc có kinh độ Mặt Trời bằng 0°, thì điểm diễn ra hay bắt đầu tiết Cốc vũ ứng với kinh độ Mặt Trời bằng 30°. Ngày diễn ra hay bắt đầu tiết cốc vũ do vậy được tính theo cách tính của dương lịch hiện đại và nó thông thường rơi vào ngày 19 hay 20 tháng 4 dương lịch tùy theo từng năm. Đối với Nam bán cầu, tiết khí này bắt đầu vào 23 hay 24/10 và kết thúc vào 7 hay 8 tháng 11. Tiết khí đứng ngay trước cốc vũ là thanh minh và tiết khí kế tiếp sau là lập hạ,.

## Từ nguyên
Chữ Hán: 穀雨.